# Симоне деи Крочифисси
Симоне деи Крочифисси, также Симоне ди Филиппо Бенвенути или Симоне да Болонья (итал. Simone di Filippo Benvenuti, Simone da Bologna; 1330, Болонья, Эмилия-Романья — 1399, Болонья) — живописец итальянского проторенессанса эмилианской школы. Родился и умер в Болонье, Эмилия-Романья, отсюда его прозвание «Симоне из Болоньи». Написал множество алтарных картин, а также фрески в болонских церквях Санто-Стефано и Сан-Микеле-ин-Боско.

## Биография
Симоне деи Крочифисси родился в Болонье в семье сапожника Филиппо ди Бенвенуто. В XVII веке художника стали называть мастером «Распятий» (dei Crocifissi) за его «способность писать великие образы Искупителя, ради нас пригвождённого к кресту» (К. Ч. Мальвазиа).
Известно, что Симоне учился живописи у Франко Болоньезе. Он был активным художником в Болонье с 1354 по 1399 год, следуя опыту другого болонца, живописца Витале да Болонья. Ранними работами Симоне (совместно с Витале да Болонья) являются частично подписанные фрески в церкви Санта-Аполлония-ди-Меццаратта (1330—1380), ныне, снятые со стен церкви ради сохранности, фрески хранятся в отдельном зале Национальной пинакотеки Болоньи.
Влияние Витале да Болонья на стиль живописи Симоне можно заметить в таких работах, как полиптих 474, также хранящийся в Пинакотеке. С другой стороны, такие произведения, как «Пьета» (1368) и «Распятие Святого Иакова» (1370), выставленные в том же музее, подчёркивают влияние Якопо Аванци. Однако благодаря пусть и незначительным обновлениям художественного языка Симоне вскоре достиг ведущего положения среди болонских живописцев как автор алтарных картин для городских церквей, так и в частных заказах. Дошедшие до нас алтарные образы (среди них немногочисленные датированные) в основном относятся к последним тридцати годам столетия вплоть до смерти мастера в 1399 году.

## Галерея

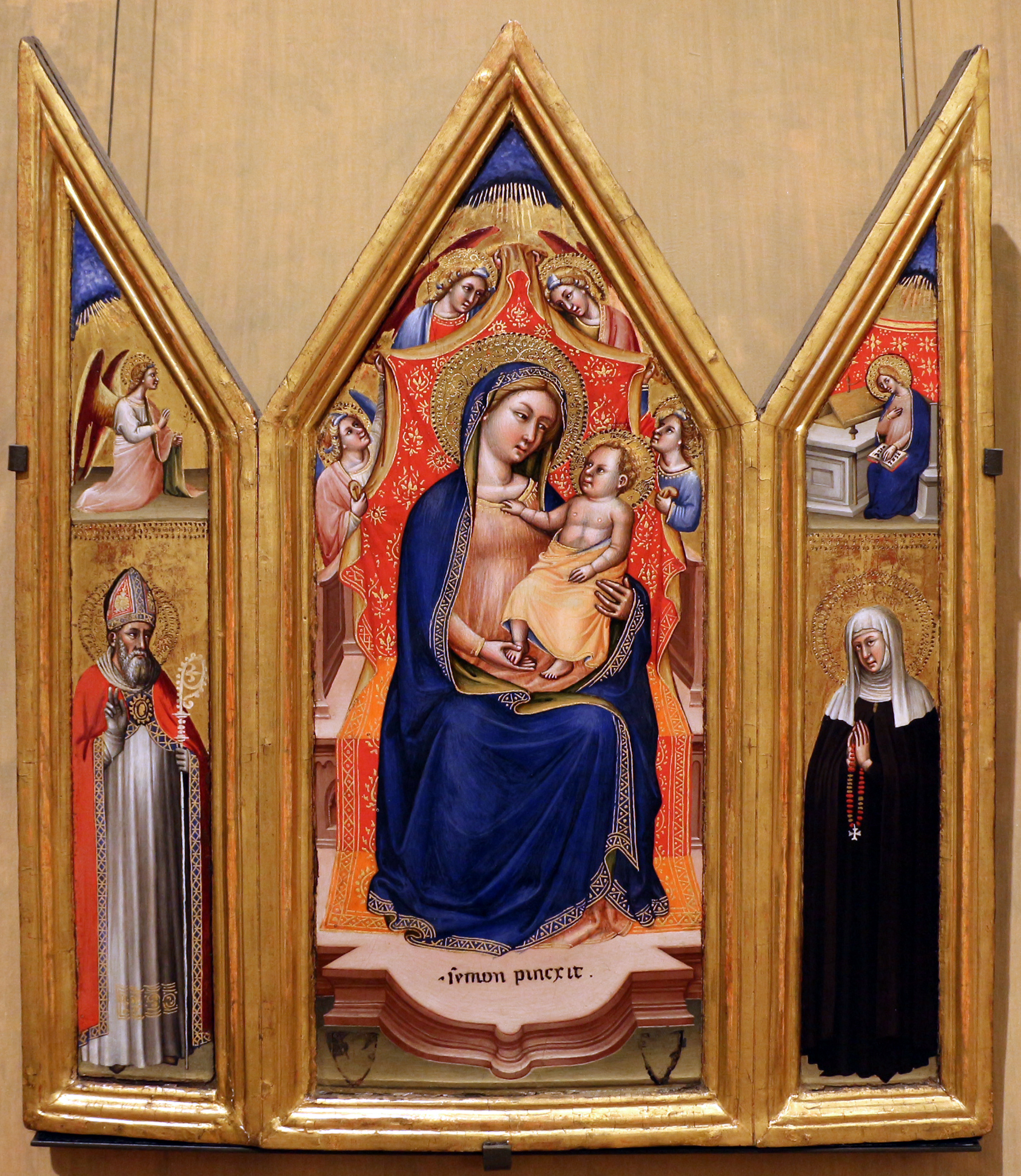
Мадонна с Младенцем. Триптих. Ок. 1360. Дерево, темпера, золочение. Палаццо Барберини, Рим
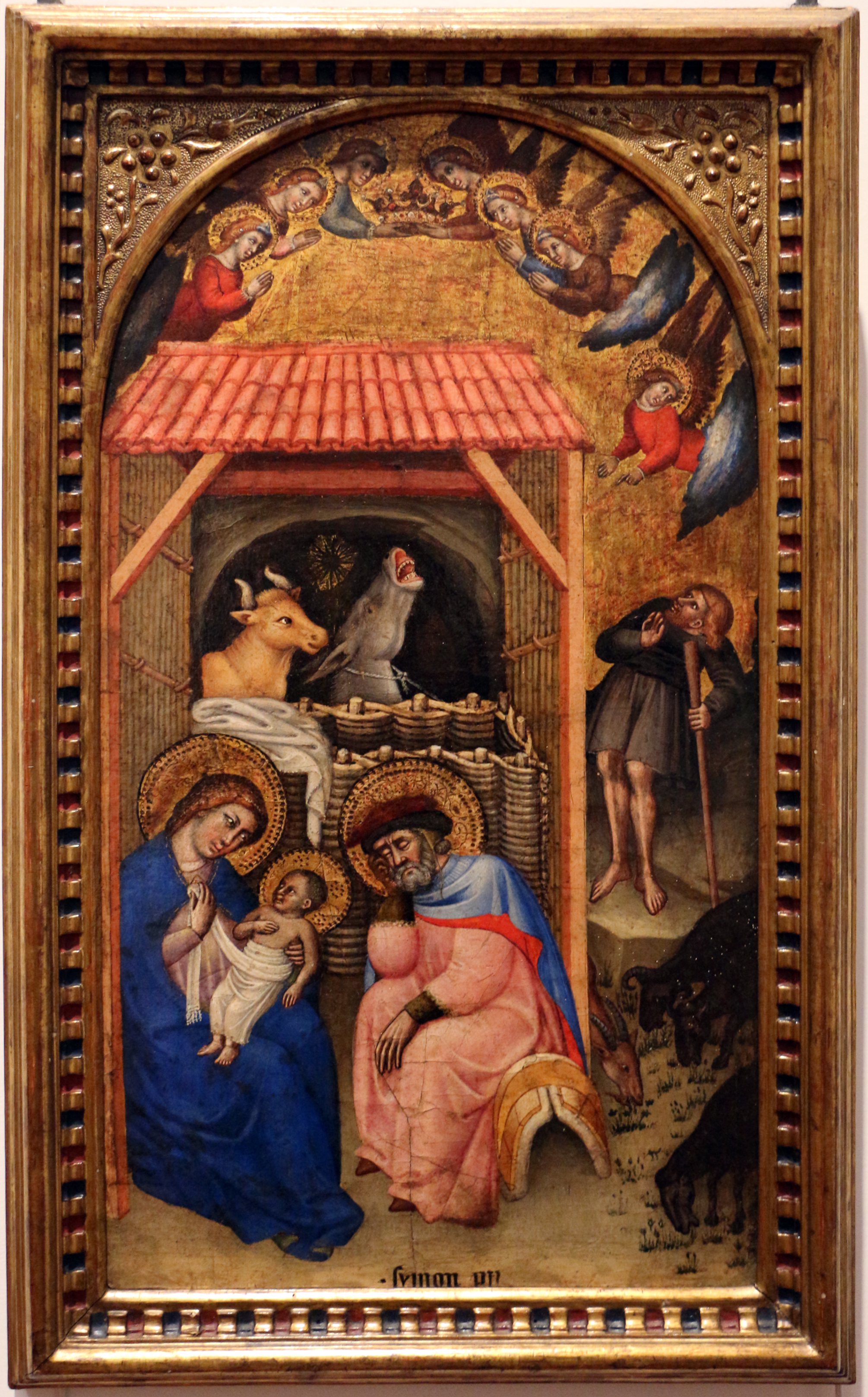
Рождество. Ок. 1380. Дерево, темпера, золочение. Уффици, Флоренция
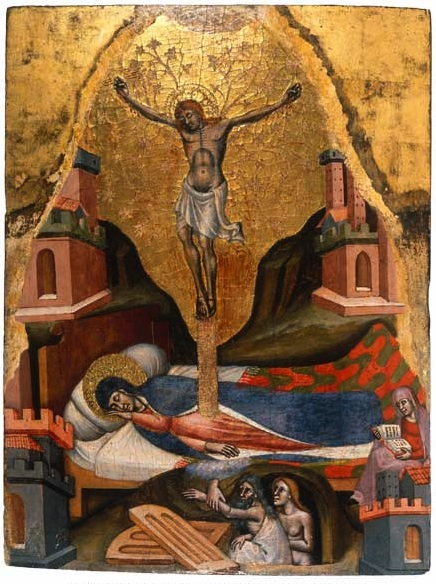
Сон Марии. 1365. Дерево, темпера, золочение. Лондонская национальная галерея
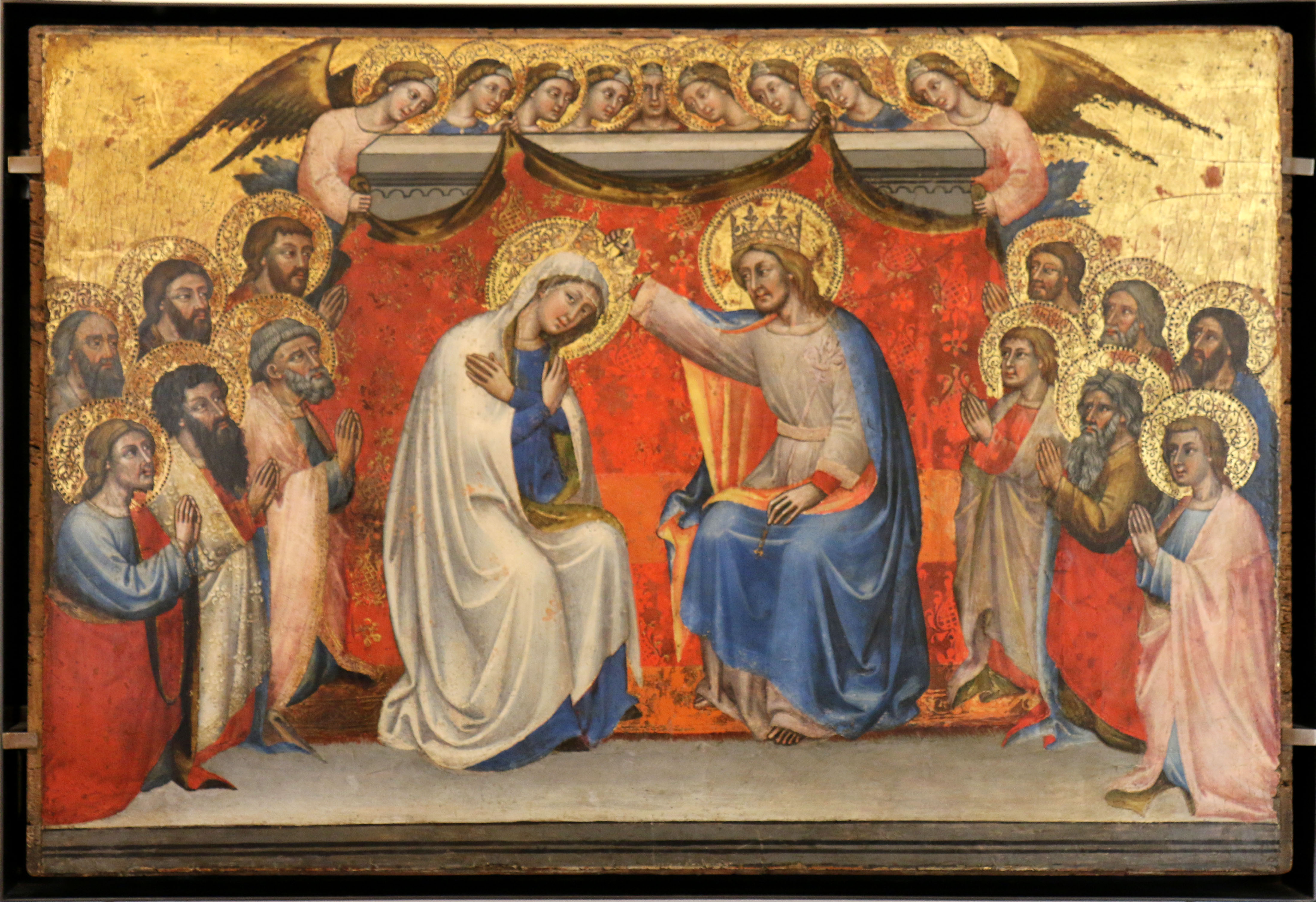
Коронование Девы. Между 1375 и 1400. Дерево, темпера, золочение. Музей Пти-Пале, Авиньон
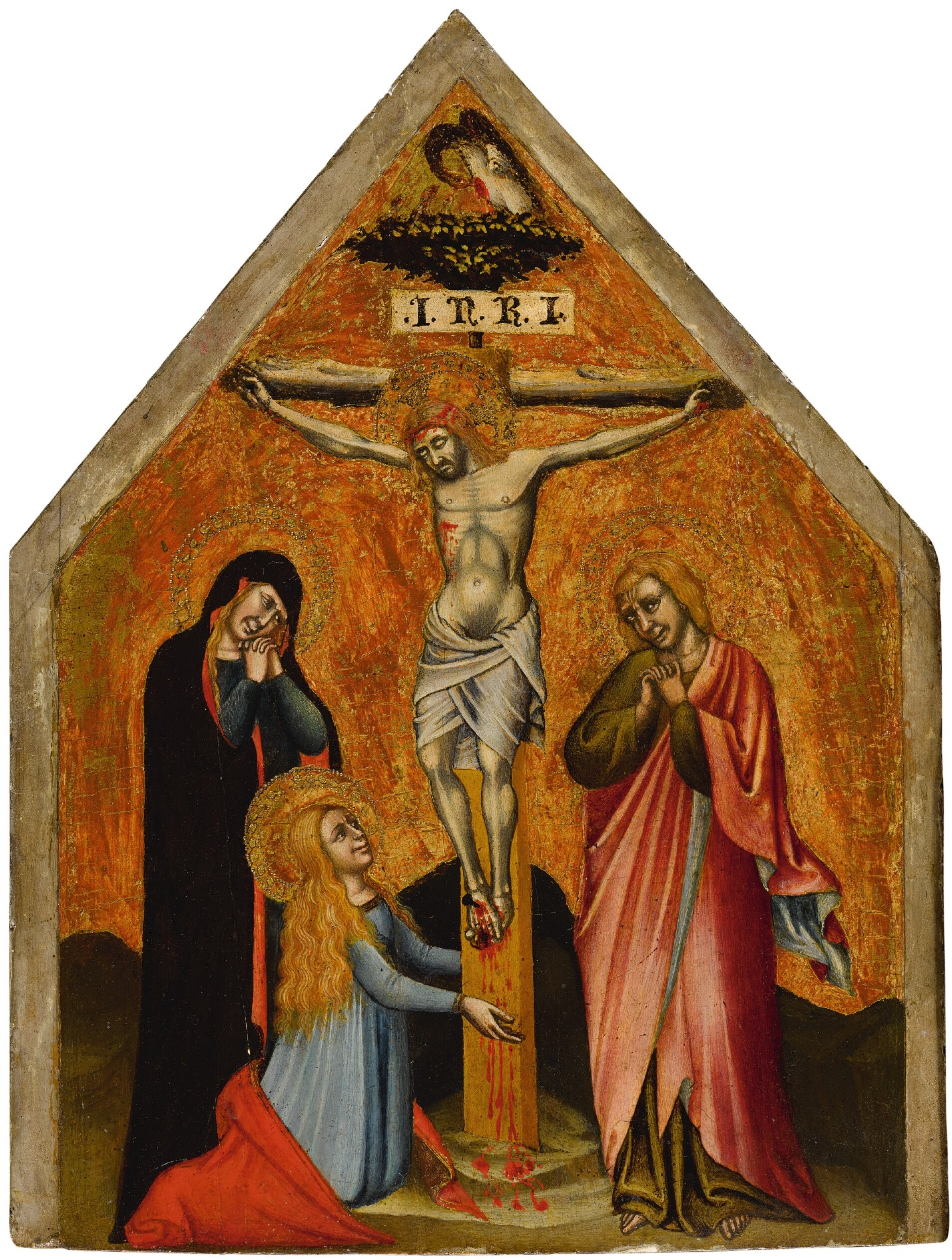
Распятие с предстоящими Девой Марией, Марией Магдалиной и Иоанном Евангелистом. Дерево, темпера, золочение. Частное собрание
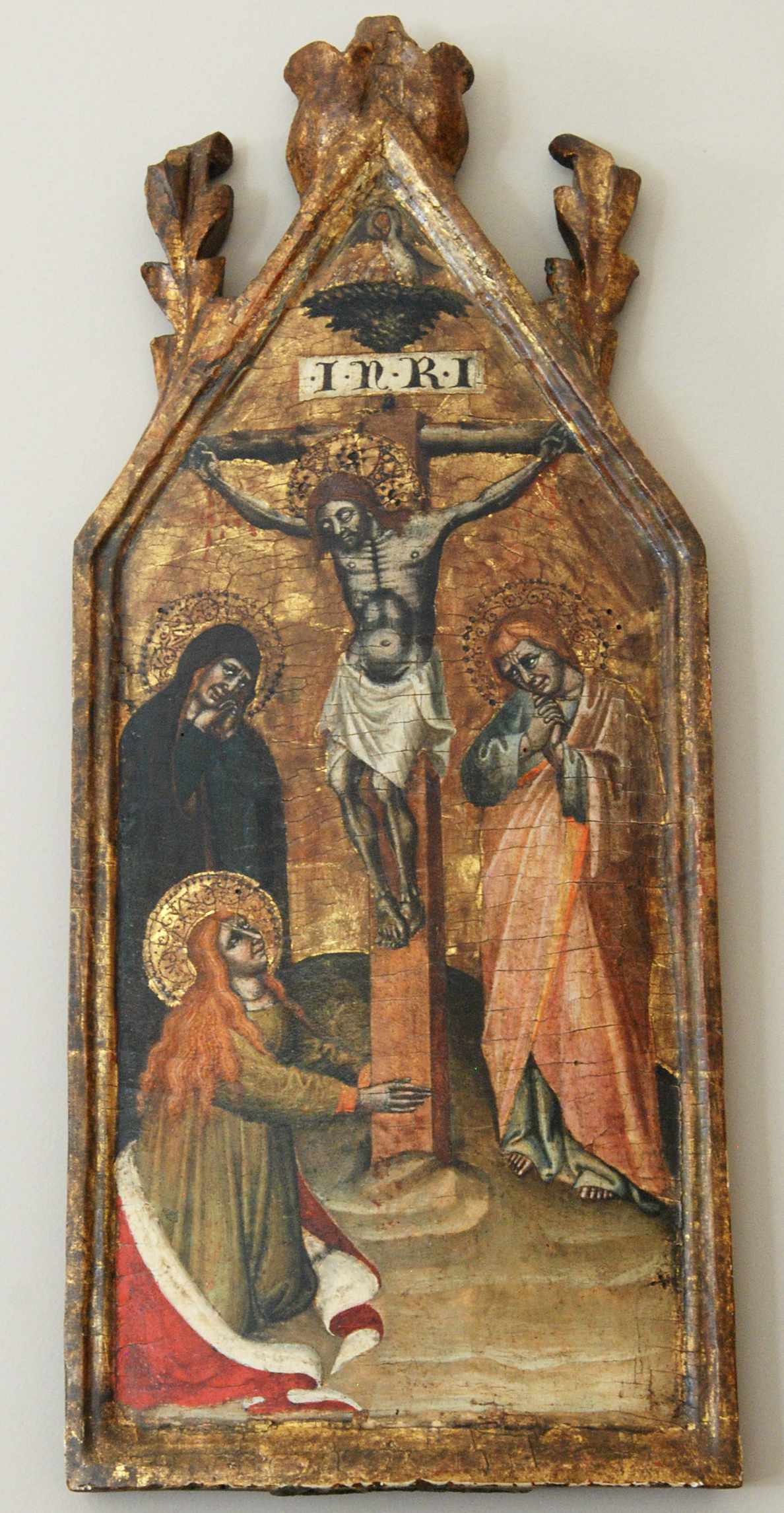
Распятие с предстоящими. Между 1395 и 1399. Дерево, темпера. Частное собрание